# أغسطس دايتون كلارك
أغسطس دايتون كلارك (بالإنجليزية: Augustus Dayton Clark)‏ هو ضابط أمريكي، ولد في 25 أبريل 1900، وتوفي في 1990.